# Jana Sjeina
Jana Aleksandrovna Sjeina (Russisch: Яна Александровна Шеина, Moskou, 23 juni 2000) is een Russisch voetbalspeelster die als middenveldster speelt. Ze speelt anno 2022 voor Lokomotiv Moskou.